# Trifolium variegatum
Trifolium variegatum là một loài thực vật. Nó là loài bản địa tây Bắc Mỹ từ phía nam Alaska và British Columbia đến Baja California, nơi nó hiện diện ở nhiều loại môi trường sống khác nhau.
Hoa có màu hơi tím và thường có phần trên cùng màu trắng.